# Pigtråd
|  | Denne artikel handler om produktet. Se også pigtrådsmusik. |
Pigtråd en trype metalwire bestående af en tråd med pigge på, som er beregnet til indhegning af marker og til brug ved beskyttelse mod uvedkommende indtrængen/flugt.
Tråden er forsynet med skarpe kanter eller punkter, som er placeret med korte intervaller.
Pigtråden anvendes bl.a. til indhegning af marker for at holde kreaturer inde eller vilde dyr ude, til anbringelse på toppen af et almindeligt trådhegn for at forhindre passage (fængsler, koncentrationslejre, terrorsikring af havnearealer) eller til afspærringer i beskyttede områder for at forhindre uautoriseret indtrængen, samt til krigsformål: beskyttelse af skyttegrave mv.
Det første patent på pigtråd blev taget i USA i 1867 af Lucien B. Smith fra Kent, Ohio, som bliver betegnet som det opfinderen. Joseph F. Glidden fra DeKalkb, Illinois fik det et patent for opfindelsen af moderne pigtråd i 1874 efter han havde foretaget ændringer på de tidligere versioner.
En af fordelene ved pigtråd frem for traditionelt hegn er, at det kan opsættes langt hurtigere og normalt vil være meget billigere end andre typer hegn af f.eks. træ. Det er også hurtigere end etablering af levende hegn, da det ikke skal gor.